# كلير كوبر (ممثلة)
كلير كوبر (بالإنجليزية: Claire Cooper)‏ هي ممثلة بريطانية، ولدت في 24 فبراير 1979 في ويكفيلد في المملكة المتحدة.

## وصلات خارجية
- كلير كوبر على موقع IMDb (الإنجليزية)
- كلير كوبر على موقع قاعدة بيانات الفيلم (الإنجليزية)